# Mark Jewgenjewitsch Taimanow
Mark Jewgenjewitsch Taimanow (russisch Марк Евгеньевич Тайманов, wiss. Transliteration Mark Evgen'evič Tajmanov; * 7. Februar 1926 in Charkow; † 28. November 2016 in Sankt Petersburg) war ein sowjetischer, später russischer Pianist und Schachmeister.

## Leben
Mark Taimanow wurde in eine jüdische Familie geboren. Sein Vater war Ingenieur, seine Mutter Sängerin. Etwa ein halbes Jahr nach Taimanows Geburt zogen seine Eltern nach Leningrad. Dem sowjetischen Publikum wurde Taimanow bereits 1936 als Zehnjähriger bekannt, als er in Wladimir Schmidthofs Film Beethovens Konzert die Hauptrolle spielte. Dies blieb die einzige Filmrolle im Leben Taimanows.

### Pianist
Seine pianistische (und schachliche) Ausbildung erhielt Mark Taimanow als Jugendlicher in Leningrad. Seit seinem zwölften Lebensjahr spielte er gemeinsam mit seiner späteren Ehefrau Ljubow Bruk (1926–1996) Werke für zwei Klaviere. Beide wurden von Samari Sawschinski (1891–1968) unterrichtet. Zwischen 1941 und 1944 wurden die Leningrader Musikschule und das Konservatorium infolge der deutschen Invasion nach Taschkent verlegt. 1948 schloss Taimanow sein Klavierstudium mit Auszeichnung ab.
Das Duo Bruk & Taimanow begann eine umfangreiche Konzerttätigkeit in der Sowjetunion, nahm sein gesamtes Repertoire (Werke für zwei Klaviere) für Melodija auf Schallplatten auf und wurde so auch außerhalb der Sowjetunion bekannt. Es folgten Auslandsgastspiele in der DDR, Ungarn und der Tschechoslowakei. Anfang der 1970er Jahre trennte sich das Ehepaar, was gleichzeitig das Ende des gemeinsamen Musizierens bedeutete. Taimanow konzertierte fortan als Solist.
Im Jahre 1998 erschien bei Philips in der Reihe Die größten Pianisten des 20. Jahrhunderts eine Doppel-CD (Nr. 456 736-2) mit Aufnahmen des Duos Bruk & Taimanow aus den Jahren zwischen 1959 und 1968.

### Schachspieler

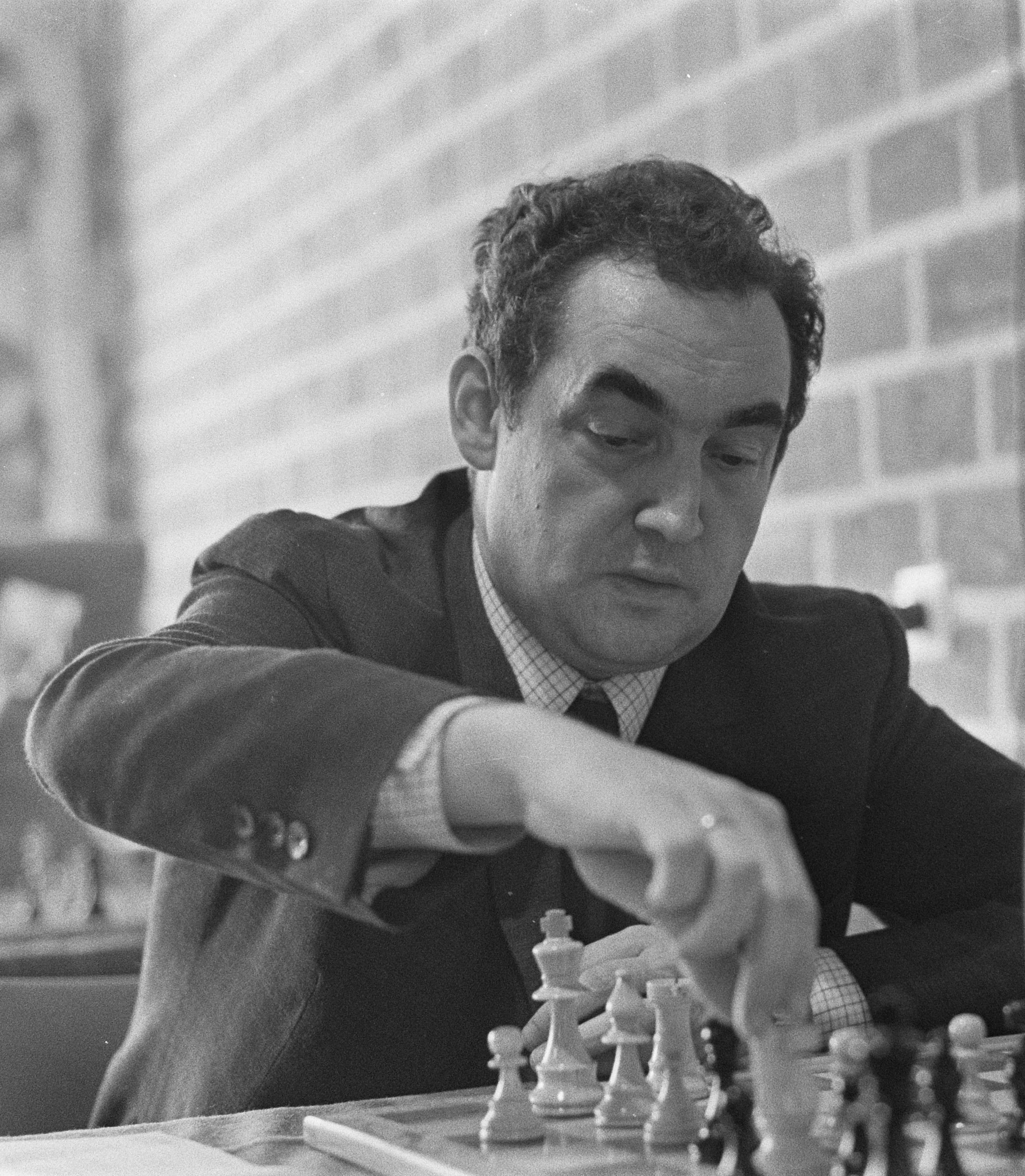
Mark Taimanow, 1970

Taimanow nahm an 23 Schachmeisterschaften der Sowjetunion teil und konnte 1952, geteilt mit Michail Botwinnik, sowie 1956 (nach Stichkampf) den ersten Platz erringen. 1952 wurde er Großmeister.
1971 wurde er im Kandidatenturnier, einem Qualifikationswettkampf zur Schachweltmeisterschaft 1972, von Bobby Fischer vernichtend mit 0:6 geschlagen. Daraufhin fiel er bei den sowjetischen Behörden in Ungnade, die es für unmöglich hielten, dass ein sowjetischer Großmeister mit einem solchen Ergebnis verlieren könnte, und ihm politische Motive unterstellten. Ihm wurden alle nationalen Titel entzogen, und er durfte zwei Jahre lang keine internationalen Turniere mehr spielen. Erst als andere Spieler ebenfalls deutlich gegen Fischer verloren, wurden die Sanktionen schrittweise wieder aufgehoben. Taimanow kommentierte dies mit den Worten: „Mir blieb wirklich nur die Musik.“
1993 und 1994 wurde er zum Abschluss seiner langen Karriere zweimal Seniorenweltmeister.
Im Mai 2014 eröffnete er eine Taimanow-Schachschule in Sankt Petersburg. An der Zeremonie nahmen der frühere Weltmeister Wladimir Kramnik, Alexander Schukow und Gennadi Timtschenko teil.
Taimanow galt als ausgezeichneter Eröffnungstheoretiker. Die Taimanow-Variante 1. e4 c5 2. Sf3 e6 3. d4 cxd4 4. Sxd4 Sc6 der Sizilianischen Verteidigung wurde nach ihm benannt.
Taimanow wurde bei der FIDE zuletzt als inaktiv geführt, da er seit einem im Januar 2008 in Sankt Petersburg ausgetragenen Vergleichskampf Seniors vs. Women keine gewertete Partie mehr gespielt hat. Seine letzte Elo-Zahl war 2386, seine beste Elo-Zahl von 2600 hatte Taimanow im Juli 1971. Vor Einführung der Elo-Zahlen betrug seine beste historische Elo-Zahl 2742; er erreichte sie im Januar 1957.

#### Nationalmannschaft
Taimanow gewann mit der sowjetischen Nationalmannschaft die Schacholympiade 1956 und die Mannschaftseuropameisterschaften 1957, 1961, 1965 und 1970. 1970 wurde er für den Wettkampf UdSSR gegen den Rest der Welt ans siebte Brett der sowjetischen Mannschaft nominiert und besiegte Wolfgang Uhlmann mit 2,5:1,5.

#### Vereine
Bei der sowjetischen Vereinsmeisterschaft spielte Taimanow 1954 für Iskra, danach für Burewestnik, mit denen er 1961, 1968, 1971, 1974 und 1976 sowjetischer Vereinsmeister wurde, den European Club Cup 1976 gewann sowie 1982 und 1984 das Finale des European Club Cup erreichte.

### Privates
2004 wurde Taimanow im Alter von 78 Jahren Vater von Zwillingen, die seine vierte Ehefrau Nadja gebar.

## Bedeutende Partien
|   | a | b | c | d | e | f | g | h |   |
| 8 |   |   |   |   |   |   |   |   | 8 |
| 7 |   |   |   |   |   |   |   |   | 7 |
| 6 |   |   |   |   |   |   |   |   | 6 |
| 5 |   |   |   |   |   |   |   |   | 5 |
| 4 |   |   |   |   |   |   |   |   | 4 |
| 3 |   |   |   |   |   |   |   |   | 3 |
| 2 |   |   |   |   |   |   |   |   | 2 |
| 1 |   |   |   |   |   |   |   |   | 1 |
|   | a | b | c | d | e | f | g | h |   |

|   | a | b | c | d | e | f | g | h |   |
| 8 |   |   |   |   |   |   |   |   | 8 |
| 7 |   |   |   |   |   |   |   |   | 7 |
| 6 |   |   |   |   |   |   |   |   | 6 |
| 5 |   |   |   |   |   |   |   |   | 5 |
| 4 |   |   |   |   |   |   |   |   | 4 |
| 3 |   |   |   |   |   |   |   |   | 3 |
| 2 |   |   |   |   |   |   |   |   | 2 |
| 1 |   |   |   |   |   |   |   |   | 1 |
|   | a | b | c | d | e | f | g | h |   |

Das linke Diagramm zeigt die fünfte Partie des für Taimanow verhängnisvollen Kandidatenwettkampfs 1971 in Vancouver gegen Bobby Fischer nach 45. … Kg7–h6. In der Diagrammstellung steht Weiß nicht schlechter und die Partie sollte nach 46. Dc7–f4+ remis enden. Taimanow, der bereits hoffnungslos mit 0:4 zurücklag, unterlief ein schwerer Fehler, der unter normalen Umständen einem Spieler seines Niveaus nicht hätte passieren dürfen: Taimanow schlug mit 46. Tf1xf6?? einen schwarzen Bauern, verlor durch den folgenden Doppelangriff Fischers auf seinen König und Turm mit 46. … De4–d4+ (47. Tf6–f2 Ta8–a1+) seinen Turm und gab auf.
Das rechte Diagramm zeigt die Partie zwischen dem damaligen Schachweltmeister Anatoli Karpow und Taimanow beim internationalen Jubiläumsturnier in Leningrad 1977 nach 37. Tb3–b1. Mit der Kombination 38. … Sf5–g3+!! entschied Taimanow die Partie für sich. Nach 39. h2xg3 wäre 39. … Ta1–a8 gefolgt, wonach Weiß keine ausreichende Verteidigung gegen die Drohung 40. … Ta8–h8 matt besitzt. Auch nach 39. De1xg3 Ta1xb1 ist Weiß verloren. Karpow gab auf. Taimanow selbst schrieb 1989: „Dieses effektvolle Finale im Zweikampf mit dem damals fast unbesiegbaren Weltmeister ist bis heute der Stolz meines Schachschaffens.“

## Veröffentlichungen
- Я был жертвой Фишера (Ich wurde das Opfer Fischers). Schachforum (ШахФорум), St. Petersburg, 1993 (Ein Buch über das für ihn so dramatische Match gegen den Amerikaner.)
- Вспоминая самых-самых…. Ludvig-Nobel-Stiftung (Фонд Людвига Нобеля), St. Petersburg, 2003 (Autobiographie)
- Gewinnen mit Sizilianisch. Sportverlag Berlin, Berlin 1989, ISBN 978-3-328-00295-6.
- Mitarbeit an mehreren Bänden der im Sportverlag Berlin erschienenen Reihen Moderne Theorie der Schacheröffnungen bzw. Moderne Eröffnungstheorie